# Bukit Indah (Muara Papalik)
Bukit Indah is een bestuurslaag in het regentschap Tanjung Jabung Barat van de provincie Jambi, Indonesië. Bukit Indah telt 1724 inwoners (volkstelling 2010).